# Dawit Kldiaschwili

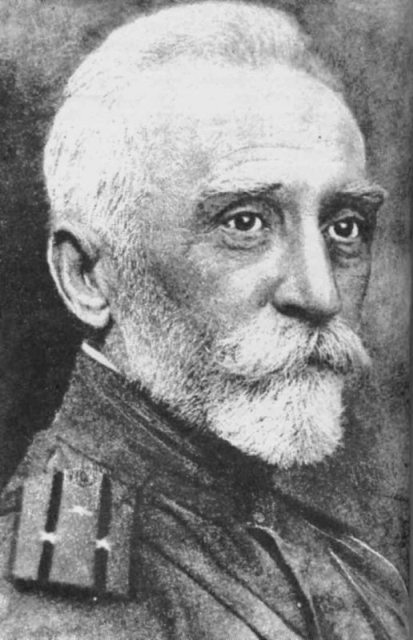
Dawit Kldiaschwili

Dawit Kldiaschwili (georgisch დავით კლდიაშვილი; * 29. August 1862 in Seda Simoneti, Munizipalität Terdschola; † 24. April 1931 ebenda) war ein georgischer Schriftsteller, Erzähler und Dramatiker.

## Leben
Dawit Kldiaschwili entstammte einer Kleinadeligenfamilie. Er ist einer der herausragenden Schriftsteller des ausklingenden kritischen Realismus in Georgien. Seine Werke üben schonungslose Kritik an den sogenannten Herbstfürsten, den Vertretern der abgewirtschafteten, überlebten Aristokratie. Er ist ein hervorragender Stilist mit feinem Sinn für Humor. Sein Kurzroman Samanischwilis Stiefmutter erschien 1896. Es ist eines der Lieblingsstücke der Georgier und wird immer wieder als Theaterstück aufgeführt.
Dawit Kldiaschwili beeinflusst bis heute georgische Schriftsteller, unter ihnen Micho Mossulischwili, der ihm die Miniatur Fehlendes Licht (für Dawit Kldiaschwili) widmete.

## Werke
- Das Opfer. 1893
- Die Verdammnis. 1894
- Solomon Morbeladse. 1894
- Samanischwilis Stiefmutter. 1896
  - Samanischwilis Stiefmutter. Roman. Übersetzung und Nachwort Rachel Gratzfeld. Zürich : Dörlemann, 2018
- Das Glück von Irine. 1897
- Die Schwierigkeiten der Familie Kamuschadse. 1897
- Rosstom Manwelidse. 1910
- Das Unglück. 1914

## Filmografie
- 1977: Samanischwilis Stiefmutter, Regisseur Eldar Schengelaia
- 1926: Samanischwilis Stiefmutter, Regisseur Kote Marschanischwili